# Lithische periode (Noord-Amerika)

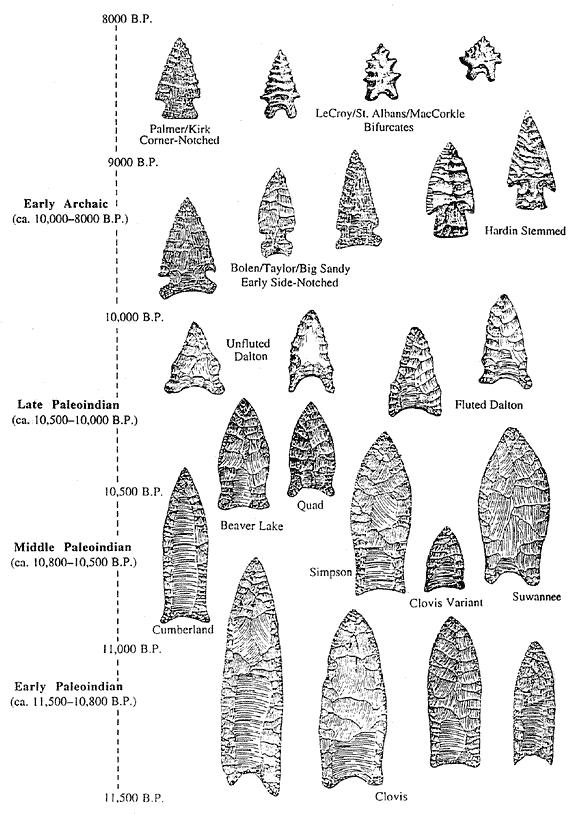
Verschillende soorten projectielpunten, uit de indiaanse periodes in het zuidoosten van Noord-Amerika

De lithische periode van Noord-Amerika duurde van de eerste bevolking van Amerika tot het einde van de laatste ijstijd, ca. 8.000 BP.
De voorouders van de indianen jaagden op veel inmiddels uitgestorven megafauna. De meeste grote dieren in Amerika stierven uit tegen het einde van de lithische periode, als onderdeel van het uitsterven van de megafauna in het Laat-Pleistoceen. De mogelijke rol van menselijke jacht bij het uitsterven is nog onderwerp van controverse.
Van 10.000 tot 9.000 BP stabiliseerde het klimaat, wat leidde tot een bevolkingsgroei en vooruitgang in de stenen werktuigtechnologie. Dit resulteerde in een meer sedentaire levensstijl tijdens de daaropvolgende archaïsche periode.

## Datering

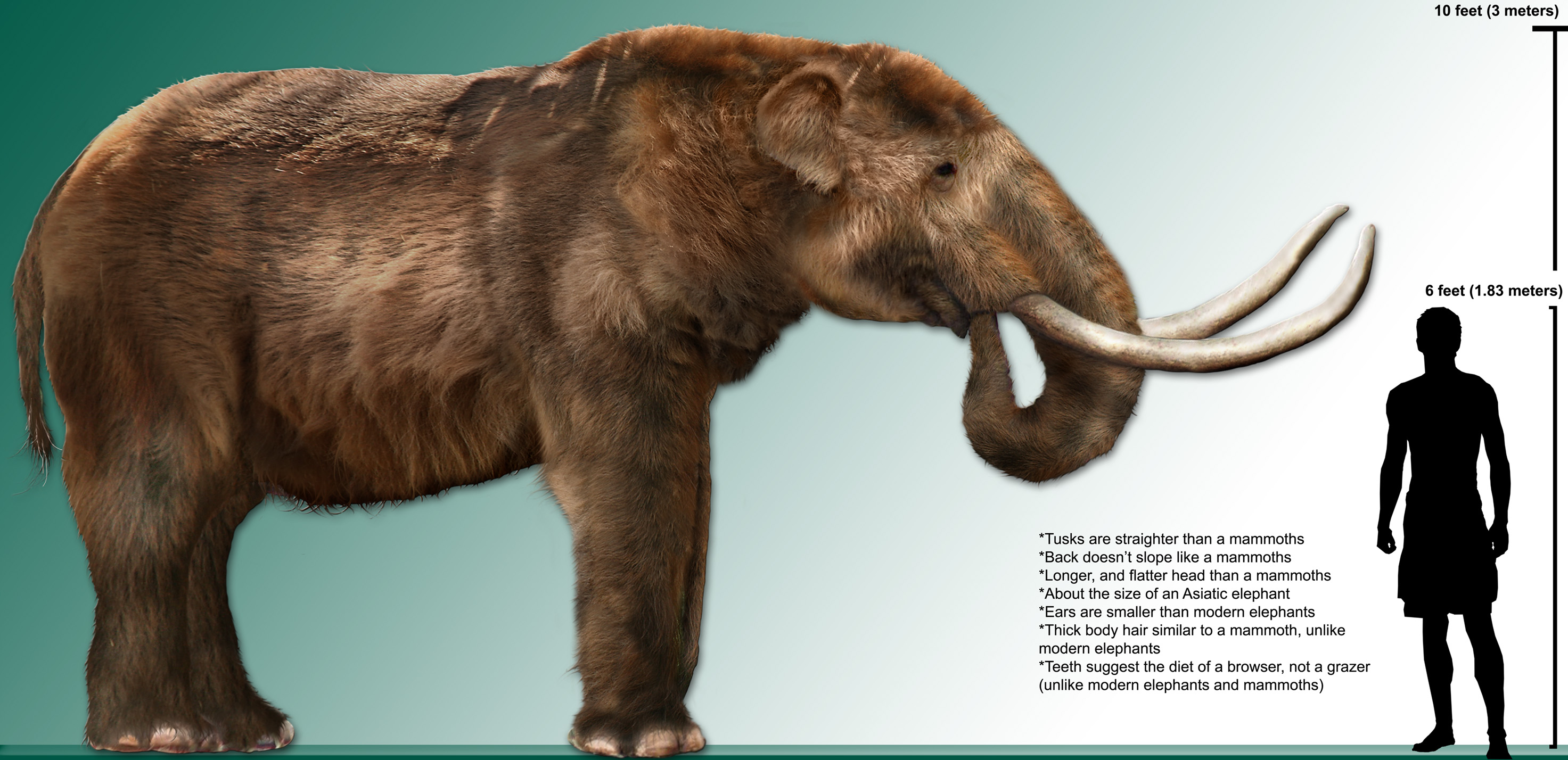
De Mammut americanum (Amerikaanse mastodont) stierf ongeveer 12.000 tot 9.000 jaar geleden uit door menselijke activiteiten, klimaatverandering of een combinatie van beide.

De tijdsperiode van de bevolking van Amerika is nog een bron van debat. Conventionele schattingen gaan ervan uit dat mensen Noord-Amerika ergens tussen 15.000 en 20.000 BP bereikten. Sommige groepen kunnen Zuid-Amerika echter al 25.000 BP hebben bereikt. Een van de weinige gebieden waarover overeenstemming bestaat, is hun oorsprong uit Siberië, en een wijdverbreide bewoning van Amerika tijdens het einde van de laatste ijstijd, en meer specifiek na het einde van het laatste glaciale maximum rond 16.000 tot 13.000 BP. 
De vroegste menselijke nederzettingen in Noord-Amerika verschenen meer dan 20.000 jaar geleden, duizenden jaren vóór het laatste glaciale maximum. Vóór 32.000 BP leefden er al mensen in Beringië. 
Vindplaatsen zoals Cooper's Ferry in Idaho, Cactus Hill in Virginia, Meadowcroft Rockshelter in Pennsylvania, Bear Spirit Mountain in West Virginia, en Topper in South Carolina hebben vroege data gegenereerd voor een wijdverbreide bewoning. Sommige vindplaatsen dateren aanzienlijk van vóór de mogelijke migratieperiode volgens ijsvrije corridors, wat suggereert dat er ook kustmigratieroutes beschikbaar waren, die te voet en/of in boten werden afgelegd. Geologisch bewijsmateriaal suggereert dat de Pacifische kustroute voor 23.000 BP en na 16.000 al open was voor reizen over land. 

## Pre-Clovisperiode
Traditionele theorieën suggereren dat jagers op grote dieren de Beringstraat vanuit Noord-Azië naar Amerika overstaken via de Beringlandbrug. Deze bestond van 47.000-14.000 BP. Kleine geïsoleerde groepen jagers-verzamelaars migreerden samen met kuddes grote herbivoren tot ver in Alaska. Vanaf c. 18.500 - 15.500 BP ontwikkelden zich ijsvrije corridors langs de Pacifische kust en de valleien van Noord-Amerika. Dit maakte het mogelijk dat landdieren, gevolgd door mensen, naar het zuiden konden migreren, naar het binnenland van het continent. De mensen gingen te voet of met boten langs de kustlijn. De data en routes van de eerste bevolking van Amerika blijven onderwerp van debat. Er waren waarschijnlijk drie golven van oude kolonisten van de Beringzee naar het Amerikaanse continent.
Vindplaatsen in Alaska (oostelijk Beringië) vertonen een aantal van de vroegste bewijzen van menselijke aanwezigheid, gevolgd door archeologische vindplaatsen in het noorden van Brits-Columbia, het westen van Alberta en de regio Old Crow Flats van het Yukon-territorium. De vroege indianen zouden uiteindelijk overal in Amerika floreren. Deze volkeren waren verspreid over een groot geografisch gebied, en er waren regionale variaties in levensstijlen. Alle groepen deelden echter een gemeenschappelijke stijl van het produceren van stenen gereedschappen, waardoor de bewerkingsstijlen en de vooruitgang herkenbaar zijn. De pre-Clovisperiode omvat ongespecialiseerde en grotendeels weinig gedefinieerde kernsteen- en afslagindustrieën, met afslag de dominante en misschien enige toegepaste techniek. Stenen werktuigen uit de lithische periode zijn overal in Amerika gevonden, gebruikt door zeer mobiele groepen bestaande uit ongeveer 20 tot 60 leden van een uitgebreide familie. Tijdens de weinige warme maanden van het jaar moet voedsel in overvloed aanwezig zijn geweest. Meren en rivieren wemelden van vele soorten vissen, vogels en waterzoogdieren. Noten, bessen en eetbare wortels waren te vinden in de bossen en moerassen. De herfst was een drukke tijd, omdat er voedsel opgeslagen moest worden en kleding klaargemaakt moest worden voor de winter. In de winter trokken kustvissersgroepen landinwaarts om te jagen en vers voedsel en bont te vangen.
Klimaatveranderingen gedurende de late ijstijd zorgden ervoor dat plantengemeenschappen en dierenpopulaties veranderden. Groepen trokken weg en zochten naar nieuwe voorraden naarmate de voorkeursbronnen uitgeput raakten. Kleine groepen beoefenden de jacht en het verzamelen gedurende de lente- en zomermaanden, en splitsten zich vervolgens voor de herfst en winter op in directe familiegroepen. Familiegroepen trokken elke 3-6 dagen, mogelijk tot wel 360 km per jaar. Het dieet was vaak vol en rijk aan eiwitten. Kleding werd gemaakt van dierenhuiden, die ook werden gebruikt voor de bouw van schuilplaatsen. Gedurende een groot deel van de vroege en midden lithische periodes wordt gedacht dat de binnenlandse stammen voornamelijk leefden van de jacht op inmiddels uitgestorven megafauna. Tot de grote zoogdieren uit het Pleistoceen behoorden de reuzenbever, de steppewisent, de reuzenmuskusos (Praeovibos priscus), de mastodont, de wolharige mammoet en Dawson's kariboe (Rangifer tarandus dawsoni). 
De gletsjers die de noordelijke helft van het continent bedekten, begonnen geleidelijk te smelten, waardoor er rond 17.500-14.500 BP nieuw land voor bewoning werd blootgelegd. Tegelijkertijd begonnen wereldwijde uitstervingen onder de grote zoogdieren. In Noord-Amerika stierven de kameelachtigen en paardachtigen uiteindelijk uit, waarbij de laatste pas weer op het continent verschenen toen de Spanjaarden tegen het einde van de 15e eeuw n.Chr. het paard herintroduceerden. Toen de uitstervingen van het Kwartair plaatsvonden, zouden de indianen meer op andere middelen van bestaan hebben vertrouwd. 
Toen de omgeving veranderde met het einde van de laatste ijstijd rond 17-13.000 BP, migreerden veel dieren over land om te profiteren van de nieuwe voedselbronnen. Groepen aan de Pacifische kust uit die periode zouden afhankelijk zijn geweest van visserij als belangrijkste bron van voedsel. 
Belangrijke Pre-Clovis sites in Noord-Amerika zijn:
- Topper site, South Carolina
- Old Crow and Bluefish Caves, Canada
- Calico Mountain, Californië
- Pendejo Cave, New Mexico
- Tula Springs, Nevada
- Meadowcroft Rockshelter, Pennsylvania
- Cactus Hill, Virginia
- Paisley Five Mile Point Caves, Oregon
- Schaefer and hebior Mammoth site, Wisconsin
- Buttermilk Creek, Texas
- Saltville, Virginia

## Cloviscultuur
Tot voor kort werd aangenomen dat de eerste mensen die in Noord-Amerika arriveerden, tot de Cloviscultuur behoorden. Deze archeologische fase is vernoemd naar de stad Clovis, New Mexico, waar in 1936 unieke Clovis-punten werden gevonden op de vindplaats Blackwater Draw, in direct verband met botten van dieren uit het Pleistoceen. 
De Cloviscultuur, die rond c. 13.500 BP ontstond, was een van de meest opmerkelijke vroege indiaanse archeologische culturen. Er is betwist of de Clovismensen gespecialiseerde grootwildjagers waren of een gemengde foerageerstrategie hanteerden die kleiner landwild, waterdieren en een verscheidenheid aan flora omvatte. Ze waren efficiënte jagers en droegen een verscheidenheid aan gereedschappen bij zich. Deze omvatten zeer efficiënte projectielpunten met gecanneleerde steel, evenals microklingen die werden gebruikt voor het slachten en de verwerking van huiden. Projectielpunten en klopstenen gemaakt van vele bronmaterialen werden verhandeld of naar nieuwe sites verplaatst. Stenen gereedschappen werden verhandeld en/of achtergelaten van North Dakota en de Northwest Territories naar Montana en Wyoming. Handelsroutes zijn ook gevonden van het binnenland van British Columbia naar de kust van Californië. 

## Folsomcultuur

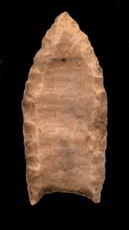
Folsom-projectielpunt

Vanaf c. 12.500-11.500 BP begonnen de breedspectrum-grootwildjagers van de Great Plains zich te concentreren op één enkele diersoort: de bizon (Bison antiquus), een vroege neef van de huidige Amerikaanse bizon. De vroegst bekende van deze op bizons gerichte jachtculturen was de Folsomcultuur. De Folsom-mensen reisden het grootste deel van het jaar in kleine familiegroepen en keerden jaarlijks terug naar dezelfde bronnen en andere favoriete locaties op hoger gelegen grond. Daar kampeerden ze een paar dagen, misschien door een tijdelijke schuilplaats op te zetten, wat stenen werktuigen te maken en/of te repareren, of wat vlees te verwerken, en trokken dan weer verder. 

## Overgang naar de archaïsche periode
De archaïsche periode zag een veranderende omgeving met een warmer, droger klimaat en het verdwijnen van de laatste megafauna. De meerderheid van de bevolkingsgroepen in deze tijd waren nog steeds zeer mobiele jagers-verzamelaars, maar nu begonnen individuele groepen zich te concentreren op hulpbronnen die lokaal voor hen beschikbaar waren. 